# 埃米尔·拜尔
埃米尔·拜尔（英語：Emil Beyer，1876年11月22日—1934年10月15日），美国男子竞技体操运动员。他曾获得1904年夏季奥运会体操比赛男子团体全能银牌。他在该届奥运会也参加了田径比赛。